# Tomasz Hopfer
Tomasz Hopfer (ur. 24 kwietnia 1935 w Warszawie, zm. 10 grudnia 1982 tamże) – polski dziennikarz sportowy, popularny komentator TVP, osobowość telewizyjna, a także lekkoatleta. Jego brat Andrzej był naukowcem.

## Życiorys

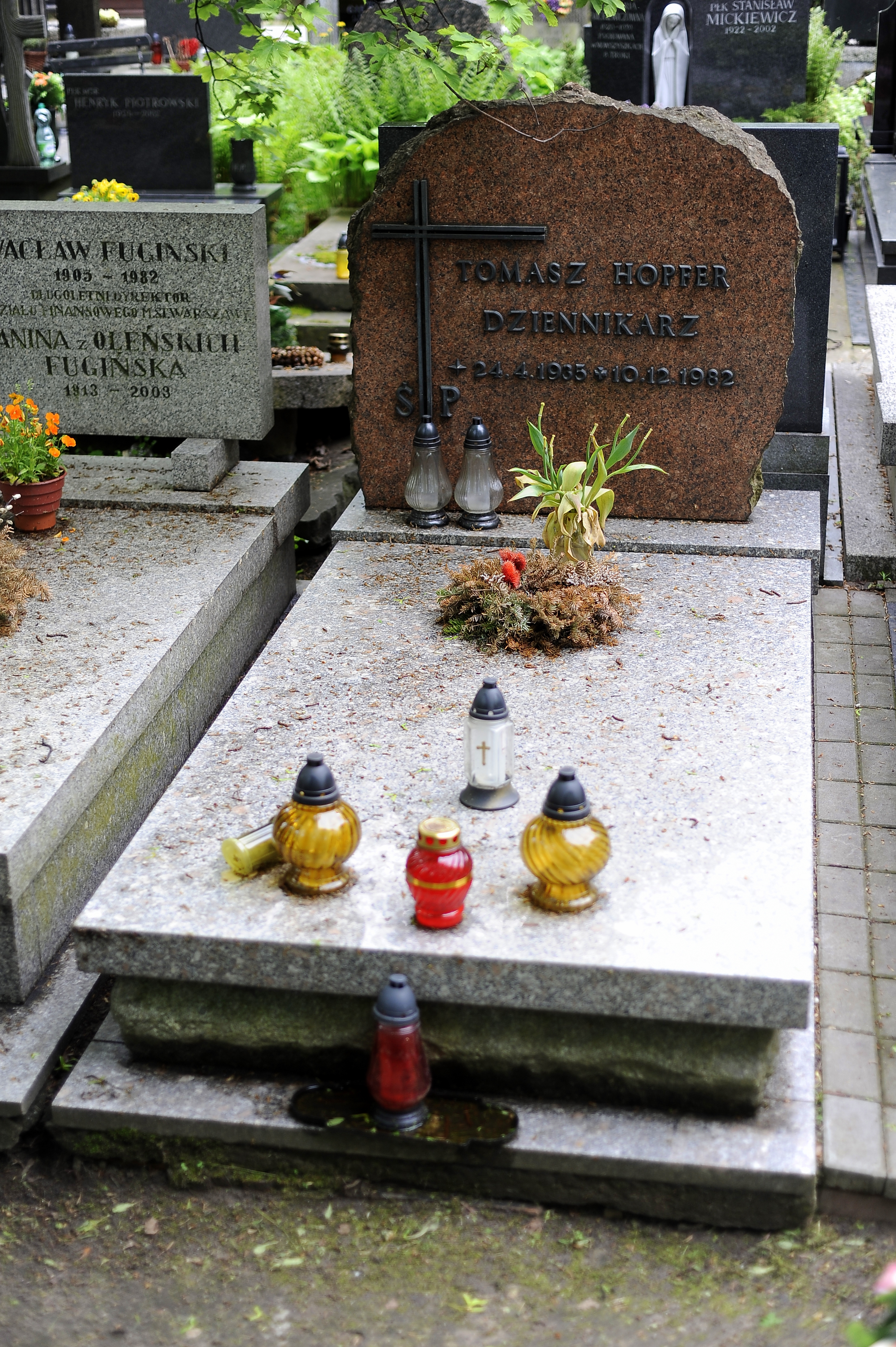
Grób Tomasza Hopfera na warszawskim Cmentarzu Wojskowym na Powązkach

Był mieszkańcem Konstancina-Jeziorny. Po zakończeniu II wojny światowej uczęszczał do filii stołecznego Liceum im. Tadeusza Reytana mieszczącej się w Skolimowie i Konstancinie. Lekkoatleta, sprinter i średniodystansowiec. Występował w okresie tworzenia się słynnego Wunderteamu. W latach 50. członek kadry narodowej, dwukrotny mistrz Polski (1955 i 1958) w sztafecie 4 × 400 metrów. W odniesieniu większych sukcesów przeszkodziły mu problemy zdrowotne.
Po zakończeniu kariery sportowej rozpoczął pracę jako trener lekkoatletyki oraz dziennikarz, m.in. w miesięczniku „Lekkoatletyka”, tygodniku „Sport dla Wszystkich” czy dzienniku „Express Wieczorny”, pracował także w Głównym Komitecie Kultury Fizycznej. Od 1969 dziennikarz telewizyjny, debiutował relacjonując Memoriał Janusza Kusocińskiego. Zajmował się komentowaniem wydarzeń sportowych, głównie lekkoatletyki, a także piłki nożnej, kolarstwa. Wielokrotnie był gospodarzem studia podczas dużych imprez sportowych, m.in.: igrzysk olimpijskich w latach 1972, 1976 i 1980, mistrzostw świata w piłce nożnej w 1974 i 1978 roku.
W drugiej połowie lat 70. współprowadzący (wraz  z Bożeną Walter, Tadeuszem Sznukiem i Edwardem Mikołajczykiem) zorganizowanego przez Mariusza Waltera bloku rozrywkowo-publicystycznego „Studio 2”. Od stycznia 1980 przez kilka miesięcy był redaktorem naczelnym redakcji sportowej TVP. Był członkiem Polskiej Zjednoczonej Partii Robotniczej.
Propagował uprawianie sportu, był inicjatorem telewizyjnej akcji „Bieg po zdrowie” i twórcą Maratonu Warszawskiego (początkowo pod nazwą Maraton Pokoju). Realizator filmów dokumentalnych Przeżyjmy to jeszcze raz i Droga na Mundial '78.
Gdy po wprowadzeniu stanu wojennego (nie był internowany) Hopfer odmówił występów w mundurze, został wyrzucony z telewizji. Krótko pracował jako galwanizer. 
Chorował na gruźlicę otwartą. Zmarł na wirusowe zapalenie płuc w wieku 47 lat. Pochowany na Cmentarzu Wojskowym na Powązkach w Warszawie (kwatera A15-3-19).

## Upamiętnienie
Zawody poświęcone pamięci Tomasza Hopfera:
- Memoriał Tomasza Hopfera – zawody lekkoatletyczne na Ursynowie, organizowane od 1983 roku.
- Masowy Bieg im. Tomasza Hopfera w Przytocznej, organizowany od 1983 roku.
- Ogólnopolski Bieg im. Tomasza Hopfera w Janowcu Wielkopolskim.
- Festiwal Biegu im. red. Tomasza Hopfera w Parzymiechach[11].
- Międzynarodowy Maraton Ekologiczny pam. Tomasza Hopfera w Obliwicach koło Lęborka.
- Bieg Pamięci Tomka Hopfera w Świnoujściu.
- Łobeskie Biegi o Memoriał Redaktora Tomasza Hopfera (od 1984)[12].
- Bieg im. Tomasza Hopfera w Konstancinie-Jeziornie (od 2014).

W Konstancinie-Jeziornie istnieje ścieżka zdrowia im. Tomasza Hopfera. W grudniu 2012 jego imieniem nazwano jedną z uliczek w warszawskim Parku Agrykola.